# Нестор (Сидорук)
Епи́скоп Не́стор (в миру Георгий Мартынович Сидорук; 10 января 1904, Заверце Бендинский уезд, Петроковская губерния — 1 октября 1951, Курск) — епископ Русской православной церкви, епископ Курский и Белгородский.

## Биография
Родился 10 января 1904 года в городе Заверце Бендинского уезда Петроковской губернии Царства Польского Российской империи (ныне Силезское воеводство Польши). Его отец работал мировым судьей, дед был православным священником.
В 1920 году окончил Полтавскую гимназию.
С 1922 года состоял чтецом в кафедральном соборе города Полтавы.
В 1926 года окончил Историческое отделение Харьковского университета. Был преподавателем учебных заведений Полтавы.
В 1937—1940 годах отбывал заключение в Ухтпечлаге.
В 1942 году — преподаватель Пастырских курсов Полтавской епархии.
2 ноября 1944 года рукоположён во диакона.
4 ноября 1944 года рукоположён во священника, с назначением настоятелем Полтавского кафедрального собора.
С января 1945 года возведён в сан протоиерея.
24 сентября 1945 года пострижен в монашество, а 30 сентября возведен в сан архимандрита.
14 октября 1945 года в Покровской церкви Москвы хиротонисан во епископа Уманского, викария Киевской епархии с предоставлением Управления Мукачево-Пряшевской епархией. Чин хиротонии совершали: митрополит Крутицкий Николай (Ярушевич), епископ Ростовский и Таганрогский Елевферий (Воронцов) и епископ Можайский Макарий (Даев).
С 24 октября 1945 года — епископ Ужгородский и Мукачевский.
8 марта 1946 года участвовал в качестве почётного гостя во Львовском Соборе греко-католических священников и мирян. В числе других православных архиереев принимал покаяние у бывших униатов, участвовавших в Соборе. При этом в январе 1948 года обратился к Хрущёву с письмом, где осудил убийство греко-католического епископа Теодора (Ромжи). 
3 июня 1948 года освобождён от управления Мукачевской епархией и назначен епископом Курским и Белгородским.
С 8 по 18 июля 1948 года был участником церковного торжества в Москве по случаю 500-летия автокефалии Русской Православной Церкви. В июне — июле 1949 года  посетил Харбин.
Скоропостижно скончался 1 октября 1951 года в Курске от кровоизлияния в мозг.